# فرودگاه کمدن مانیسیپال
فرودگاه کمدن مانیسیپال (به انگلیسی: Camden Municipal Airport) یک فرودگاه همگانی بهره‌برداری هوایی است که یک باند فرود آسفالت دارد و طول باند آن ۱۳۱۲ متر است. این فرودگاه در شهر کامدن (آلاباما) کشور ایالات متحده آمریکا قرار دارد و در ارتفاع ۴۴ متری از سطح دریا واقع شده‌است.